# Pinar de Roche
El Pinar de Roche está formado por un bosque en su mayoría de pino piñonero, el cual ocupa una superficie aproximada de 689 hectáreas, situado en el municipio español de Conil de la Frontera (Cádiz). Fue declarado Lugar de Importancia Comunitaria en 2006, integrado en la Red Natura 2000.

## Ubicación
El pinar está en el norte del término municipal, lindando con Chiclana de la Frontera. Tiene salida al mar a través de las Calas de Roche y de la playa de Roche.

## Amenazas
Presión urbanística
A pesar de estar declarado Lugar de Importancia Comunitaria, el actual Plan General de Ordenación Urbanística (PGOU) de Conil de la Frontera ha establecido dos áreas de suelo urbanizable ('SLN-2 ROSAM 2' y 'SLN-1 ROSAM PUERTO') que invaden el espacio protegido. A ello hay que sumar la presión ya existente de los numerosos diseminados que bordean el pinar, algunos llegando incluso a ocuparlo, y de la urbanización Roche. 
La Junta de Andalucía recomienda no llevar a cabo estas actuaciones en su Plan de Protección del Corredor Litoral de Andalucía, por la pérdida de conectividad ecológica, si bien no ha impedido la aprobación del mencionado PGOU.
Incendios
El pinar ha sufrido numerosos incendios, destacando por su gravedad el que tuvo lugar en 2006, quemando gran parte del bosque y obligando a desalojar a un millar de personas de las urbanizaciones colindantes.

## Turismo
Tiene varios senderos señalizados, conectando uno con el río Roche